# Камель Мосауд
Камель Мосауд (араб. كامل مسعود) — єгипетський футболіст, що грав на позиції нападника за клуб «Аль-Аглі», а також національну збірну Єгипту.

## Клубна кар'єра
У футболі відомий виступами у команді «Аль-Аглі». 

## Виступи за збірну
Був присутній в заявці збірної на чемпіонаті світу 1934 року в Італії, але на поле не виходив.
1. ↑  FBref